# SES-8
O SES-8 é um satélite de comunicação geoestacionário europeu construído pela Orbital Sciences Corporation (OSC), ele está localizado na posição orbital de 95 graus de longitude leste e é operado pela SES World Skies divisão da SES. O satélite foi baseado na plataforma GeoStar-2.4 Bus. Sua expectativa de vida útil é de 15 anos.

## História
A SES World Skies anunciou em fevereiro de 2011 que encomendou o satélite SES-8 da Orbital Sciences Corporation para um lançamento no primeiro trimestre de 2013.
O SES-8 contem com 33 transponders em banda Ku de alta potência (36 MHz-equivalente) e está coposicionado com o satélite NSS-6 na posição orbital de 95 graus de longitude leste. O SES-8 é um satélite de médio porte, com vigas focada para Sul da Ásia (Índia) e Indochina (Tailândia, Vietnã e Laos) para apoiar os clientes de DTH existentes com back-up e capacidade de transponder em crescimento. O satélite gerar cerca de 5,0 quilowatts de potência de carga útil.

## Lançamento
O satélite foi lançado com sucesso ao espaço no dia 3 de dezembro de 2013, às 22:41 UTC, por meio de um veículo Falcon-9 v1.1, lançado a partir da Estação da Força Aérea de Cabo Canaveral, na Flórida, EUA. Ele tinha uma massa de lançamento de 3.170 kg.

## Capacidade e cobertura
O SES-8 é equipado com 33 transponders em banda Ku para prestação de serviços de comunicação para as regiões do Sul da Ásia e Indochina. Alguns canais em cada feixe são de várias faixas de frequência, permitindo flexibilidade para novos serviços. Em adição, o satélite possui um payload de banda Ka.